# El otro lado: la relación secreta entre el nazismo y el sionismo
El otro lado: la relación secreta entre el nazismo y el sionismo (en árabe: الوجه الآخر: العلاقات السرية بين النازية والصهيونية‎, romanizado: Al-wajh al-ʾāḫar: al-ʿalāqāt as-sirriyya bayna n-nāziyya wa-ṣ-ṣiḥyūniyya, lit. 'El otro lado: la relación secreta entre el nazismo y el sionismo') es un libro de Mahmoud Abbas, publicado en 1984 en árabe. Fue reeditado en 2011. Está basado en su tesis doctoral de Candidato de ciencias, completada en 1982 en la Universidad Patrice Lumumba (ahora la Universidad Rusa de la Amistad de los Pueblos) bajo el título La conexión entre los nazis y los líderes del movimiento sionista, y defendida en el Instituto de Estudios Orientales de la Academia Rusa de Ciencias. 
La tesis central de su disertación es que los sionistas y sus líderes fueron «socios fundamentales» de los nazis e igualmente responsables del Holocausto. El revisionismo del Holocausto de Abbas no niega que el Holocausto haya ocurrido o que sea uno de los peores crímenes de la historia. La pregunta que plantea es quién es el culpable de este crimen y que culpar a los nazis es solo «la mitad de la verdad». 
Según Abbas, los sionistas colaboraron en el asesinato de un gran número de judíos europeos para animar al resto a abrazar el sionismo y emigrar a Palestina. El libro hace referencia al Acuerdo Haavara, en el que el Tercer Reich acordó con la Agencia Judía facilitar la emigración judía de Alemania al Mandato de Palestina.Sugiere que el secuestro, juicio y posterior ejecución por parte de Israel de Adolf Eichmann, el nazi de alto rango que fue uno de los principales arquitectos detrás del Holocausto, fue una operación de encubrimiento. Eichmann estaba en el proceso de revelar la participación de los sionistas en la creación del Holocausto a la revista estadounidense "Life" y, por lo tanto, fue silenciado, dice Abbas en el libro. Hasta ahora no se ha retractado de su tesis en El otro lado y el libro es hasta hoy promocionado por el sitio web oficial de la presidencia palestina y la embajada de Palestina.
Abbas asistió a la Universidad Patrice Lumumba para preparar y presentar su tesis doctoral. El director del instituto en ese momento, Yevgeny Primakov, uno de los autores intelectuales soviéticos de las medidas activas y la investigación académica, como la Operación INFEKTION, apoyó a un especialista soviético en Palestina, Vladimir Ivanovich Kisilev como Asesor de tesis de Abbas. Se comunicaban principalmente en inglés y árabe. En una entrevista con la revista Kommersant 20 años después, Kisilev recuerda a Abbas como un estudiante graduado bien preparado, que llegó a  Moscú con un tema de investigación ya elegido y una gran cantidad de material ya preparado. El título de la tesis de Abbas es La conexión entre los nazis y los líderes del movimiento sionista o, en ruso, "Связи между сионизмом и нацизмом. 1933–1945".
En 1984, un libro basado en la tesis doctoral de Abbas fue publicado por los editores de Dar Ibn Rushd en Amán, bajo el título al-Wajh al-akhar: al-`alaqat al-sirriyah bayna al- Naziyah wa-al-Sihyuniyah.